# میهای مونکاچی
میهای مونکاچی (به مجاری: Munkácsy Mihály، تا ۱۸۶۸ Lieb Mihály Leó) (به آلمانی: Michael von Munkácsy)، زادهٔ ۲۰ فوریهٔ ۱۸۴۴ در مونکاچ – درگذشتهٔ ۱ مه ۱۹۰۰ در اندنیش نقاش مشهور قرن نوزدهمی رمانتیک و واقع‌گرای مجار بود که آثارش را روی بوم‌های بزرگ خلق کرده‌است. عمده شهرت او به خاطر هنر مسیحی و ژانر هنر است.

## سه‌گانهٔ مسیح

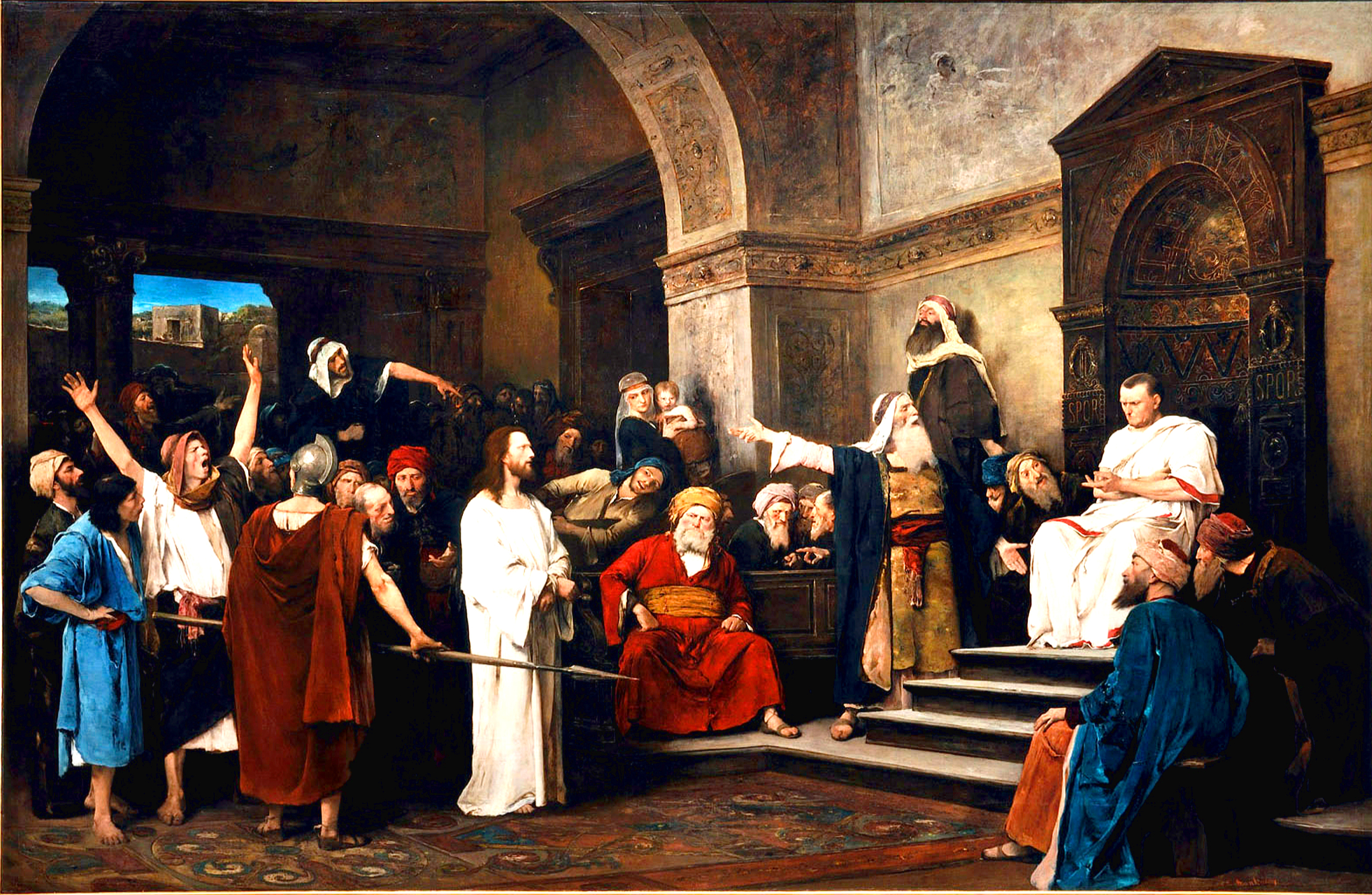
در برابر پیلاطس (۱۸۸۱)
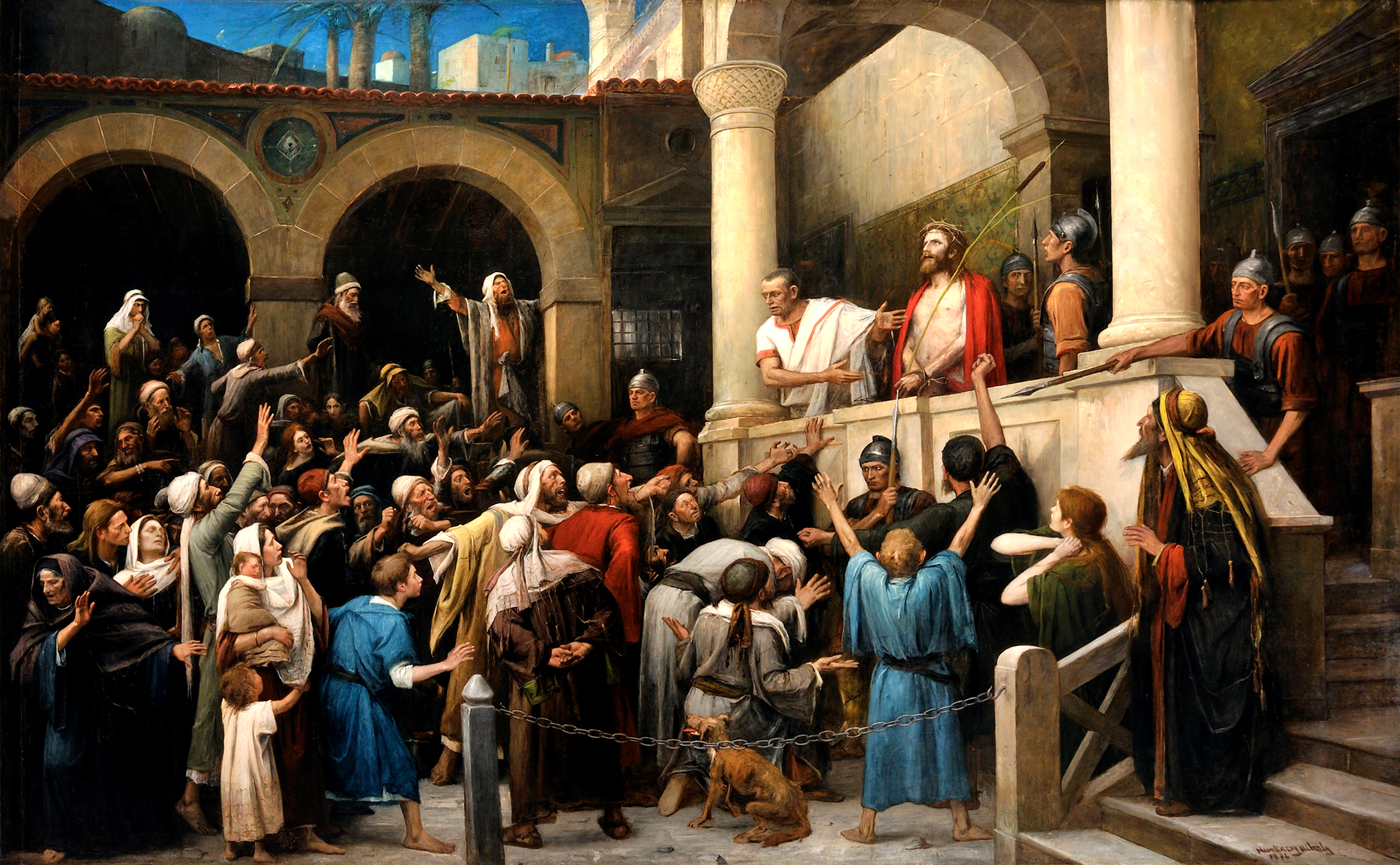
اینک انسان (۱۸۹۶)
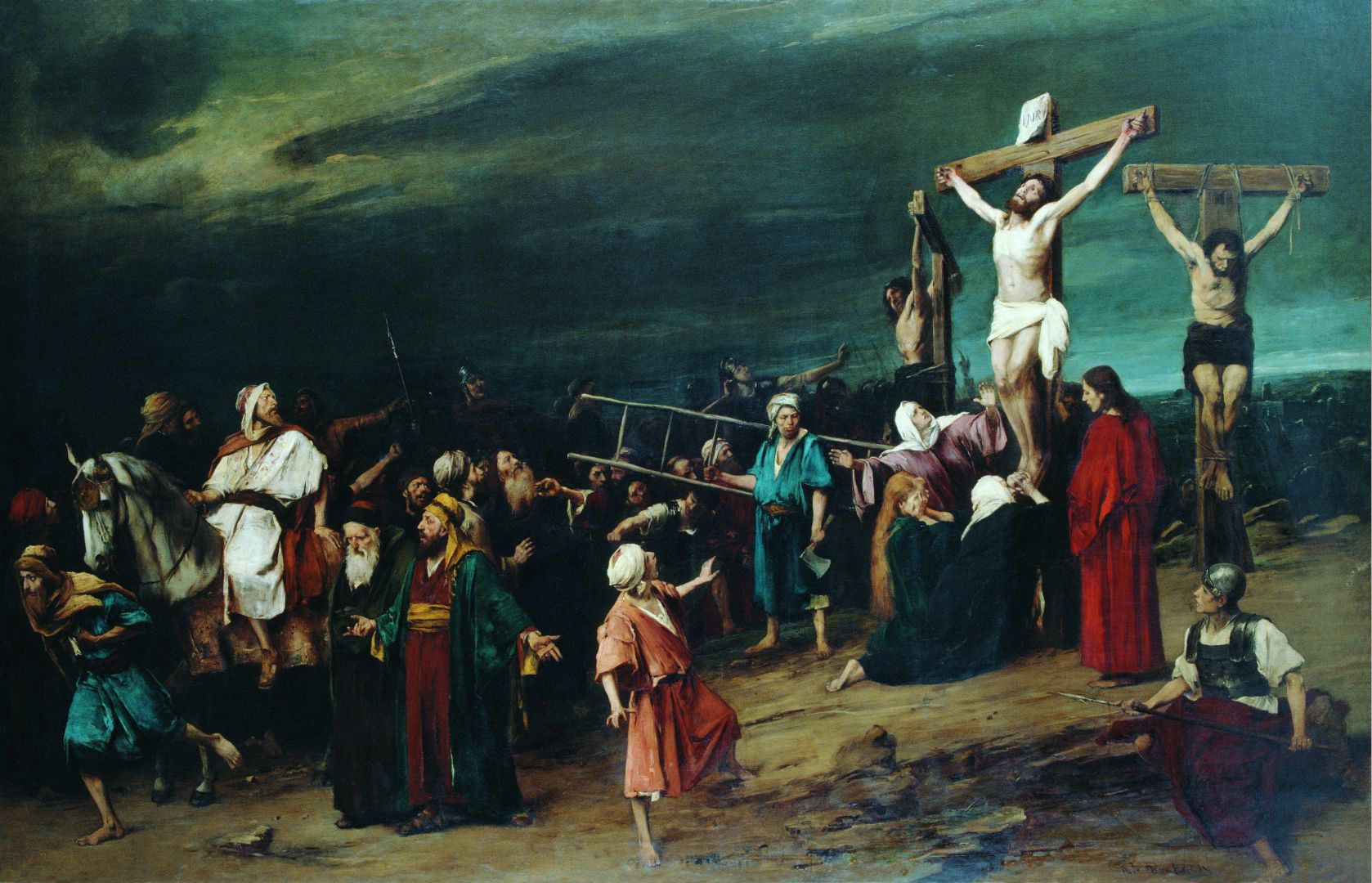
گلگتا (۱۸۸۴)